# 卡納萊斯鎮
卡納萊斯鎮（西班牙語：Villa Canales）是危地馬拉的城市，由危地馬拉省負責管轄，位於該國南部，距離首都危地馬拉市22公里，面積353平方公里，海拔高度1,276米，主要農產品有咖啡、甘蔗和鳳梨，2002年人口77,638。